# Pseudophoxinus atropatenus
Espèce
Synonymes
- Rutilus atropatenus Derjavin, 1937[2] [3]

Statut de conservation UICN

 CR B2ab(i,ii,iv,v) : 
En danger critique
Pseudophoxinus atropatenus (Shirvan roachling ou Azerbaijani spring roach en anglais) est un poisson d'eau douce de la famille des Cyprinidae.

## Répartition
Pseudophoxinus atropatenus est endémique d'Azerbaïdjan où cette espèce se rencontre dans le bassin de la Koura et plus précisément de l'un de ses tributaires, la rivière Turianchay.

## Description
La taille maximale connue pour Pseudophoxinus atropatenus est de 95 mm.

## Étymologie
Son nom spécifique, atropatenus, se réfère à Atropatena, l'ancien nom grec donné à cette région du sud de l'Azerbaïdjan où cette espèce a été découverte.

## Publication originale
- Derjavin, 1937 : A new species of roach Rutilus (Orthroleucos) atropatenus nov. sp. from Azerbaijan. Trudy Azerbaidzhanskogo filiala, Akademii nauk SSSR, vol. 20, p. 71-78[7].